# Evippomma evippinum
Evippomma evippinum là một loài nhện trong họ Lycosidae.
Loài này thuộc chi Evippomma. Evippomma evippinum được Eugène Simon miêu tả năm 1897.